# Bohuslav Karlík
Bohuslav Karlík (ur. 25 listopada 1908 w Pradze, zm. 29 września 1996 tamże) – czeski kajakarz, kanadyjkarz. W barwach Czechosłowacji wicemistrz olimpijski oraz medalista mistrzostw świata i Europy.

## Kariera sportowa
Zdobył srebrny medal w wyścigu kanadyjek jedynek (C-1) na 1000 metrów na pierwszych mistrzostwach Europy w 1933 w Pradze (wyprzedził go tylko jego kolega z reprezentacji Czechosłowacji Bohumil Silný). Na kolejnych mistrzostwach Europy w 1934 w Kopenhadze zajął zdobył w tej konkurencji brązowy medal (za Erichem Koschikiem z Niemiec i Silným). 
Zdobył srebrny medal w wyścigu kanadyjek jedynek na 1000 metrów na igrzyskach olimpijskich w 1936 w Berlinie, przegrywając jedynie z Frankiem Amyotem z Kanady, a wyprzedzając Koschika. Startując w osadzie z Janem Brzákiem zdobył w konkurencji dwójek (C-2) złoty medal na 10 000 metrów i srebrny na 1000 metrów na mistrzostwach świata w 1938 w Vaxholm.
Na pierwszych mistrzostwach świata w kajakarstwie górskim w 1949 w Genewie zdobył srebrny medal w drużynie w slalomie kanadyjek jedynek (C-1), a indywidualnie zajął w tej konkurencji 6. miejsce.
Wraz z Oldřichem Lomeckým zdobył brązowy medal w wyścigu dwójek na 10 000 metrów na mistrzostwach świata w 1950 w Kopenhadze, a na igrzyskach olimpijskich w 1952 w Helsinkach Karlík i Lomecký zajęli 6. miejsce w wyścigu na 10 000 metrów.
Później Karlík był trenerem kajakarstwa i działaczem organizacji sportowych i wychowania fizycznego.